# Cihangir Ceyhan
Cihangir Ceyhan (* 6. Februar 1989 in Adana) ist ein türkischer Schauspieler.

## Leben und karriere
Ceyhan wurde am 6. Februar 1989 in Adana geboren. Seine Familie stammt väterlicherseits aus Elazığ und mütterlicherseits aus Diyarbakır. Er studierte an der Anadolu Üniversitesi. Sein Debüt gab er 2015 in dem Film Yusuf. Von 2016 bis 2019 war er in der Serie Sıfır Bir zu sehen. Danach trat er 2019 in der Fernsehserie Çukur auf. Zwischen 2020 und 2021 bekam er in Alev Alev die Hauptrolle. Seit 2021 spielt er in der Serie Camdaki Kız mit. Außerdem wurde er 2023 für den Film Güven Bana gecastet.

## Filmografie
Filme
- 2015: Yusuf
- 2023: Güven Bana

Serien
- 2016–2019: Sıfır Bir
- 2019–2020: Çukur
- 2020–2021: Alev Alev
- 2021–2023: Camdaki Kız
- 2024: Asaf

Sendungen
- 2021: Alt Tarafı Bi' Talk Show